# Дюре, Франциск Жозеф
Франциск Жозеф Дюре, также Франциск Дюре (фр. Francisque Joseph Duret, Francisque Duret; 19 октября 1804, Париж, — 26 мая 1865, там же) — французский скульптор-академист.

## Жизнь и творчество
Франциск Жозеф был сыном скульптора Франсуа Жозефа Дюре (1732—1816), который и обучил его основам мастерства. Прежде чем стать художником, Франциск Дюре намеревался начать карьеру театрального актёра и недолго учился в Консерватории музыки и декламации. Затем стал учеником скульптора Франсуа Жозефа Бозио.
Вместе с Огюстом Дюмоном в 1823 году он выиграл Римскую премию в области скульптуры за барельеф «Умирающий Паллант на руках своего отца Эвандра». В следующем году он уехал на виллу Медичи во Французскую академию в Риме и оставался там до 1828 года. В течение этого времени Дюре неоднократно приезжал в Неаполь, где делал копии с античных статуй.
В 1831 году Дюре отправил из Италии в Парижский салон свои первые работы, такие как «Меркурий, изобретающий лиру» (ныне в Клермон-Ферране). В 1833 году Дюре создал известное произведение «Неаполитанский рыбак, танцующий тарантеллу» (в парижском Лувре), в 1836 году — скульптуру «Импровизатор, поющий любовную песню», а в 1939 — «Сборщик винограда импровизирует на комическую тему». Дюре выполнял также заказы по украшению дворца в Версале, для которого он создал портретные скульптуры Мольера, Жана де Дюнуа и кардинала Ришельё.
Для церкви Мадлен он создал статуи Христа и архангела Гавриила, для «Комеди Франсез» — аллегорические фигуры «Комедии» и «Трагедии», а также статую актрисы Элизы Рашель. В 1860 году завершил фонтан Сен-Мишель на бульваре Сен-Мишель в Париже.
В 1845 году скульптор стал членом Института Франции, получил почётную медаль в 1855 году, был офицером ордена Почётного легиона.
Дюре занимался также преподаванием, он был профессором Школы изящных искусств в Париже с 1852 по 1863 год, учителем таких известных скульпторов, как Жана-Батиста Карпо, Жюль Далу, Анри Шапю, Альфонс Лами, Эдуард Лантери, Бенедикт Ружле и Жюль Эдуар Вальта.

## Галерея

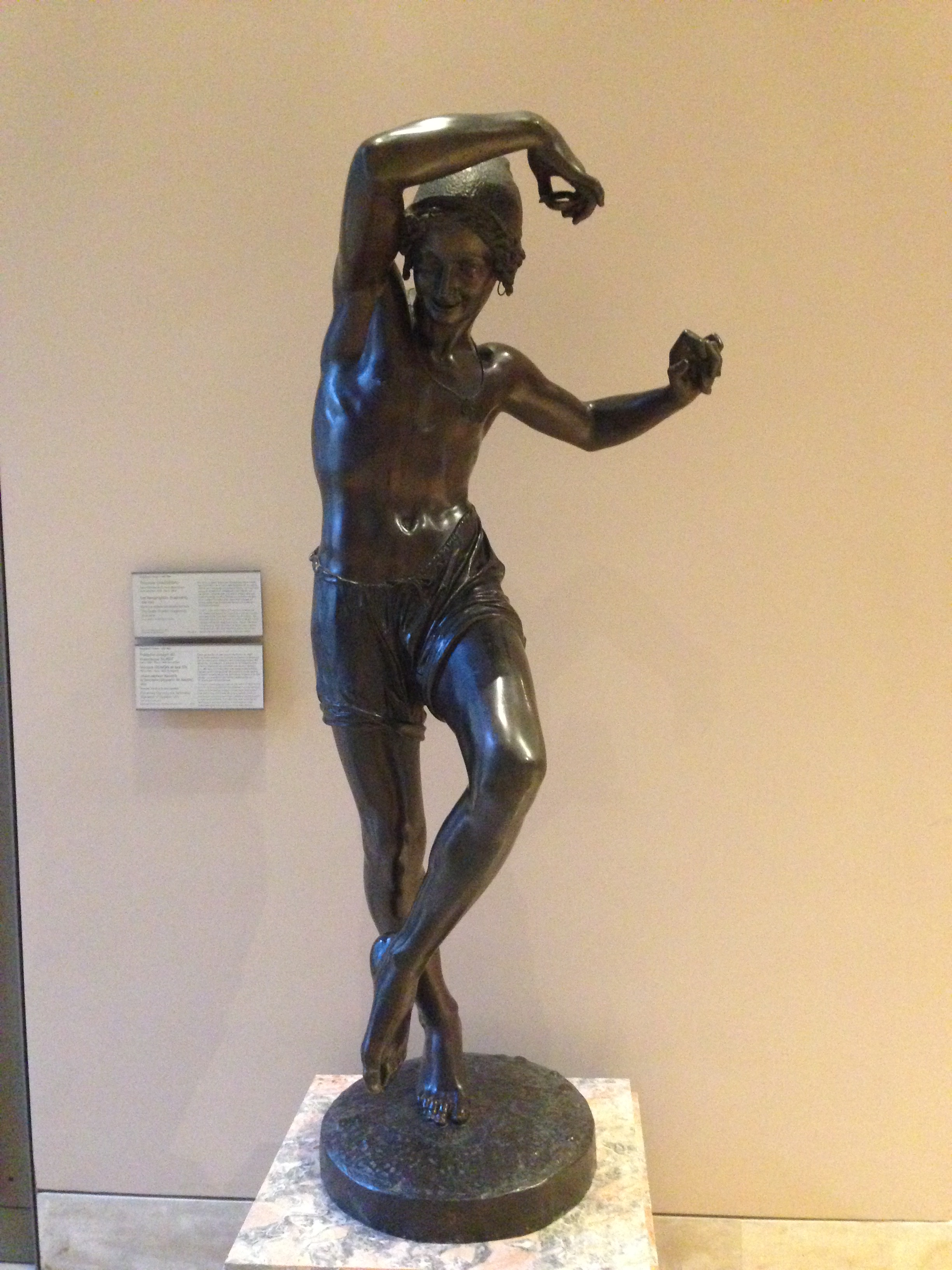
Неаполитанский рыбак, танцующий тарантеллу. 1833. Бронза. Лувр
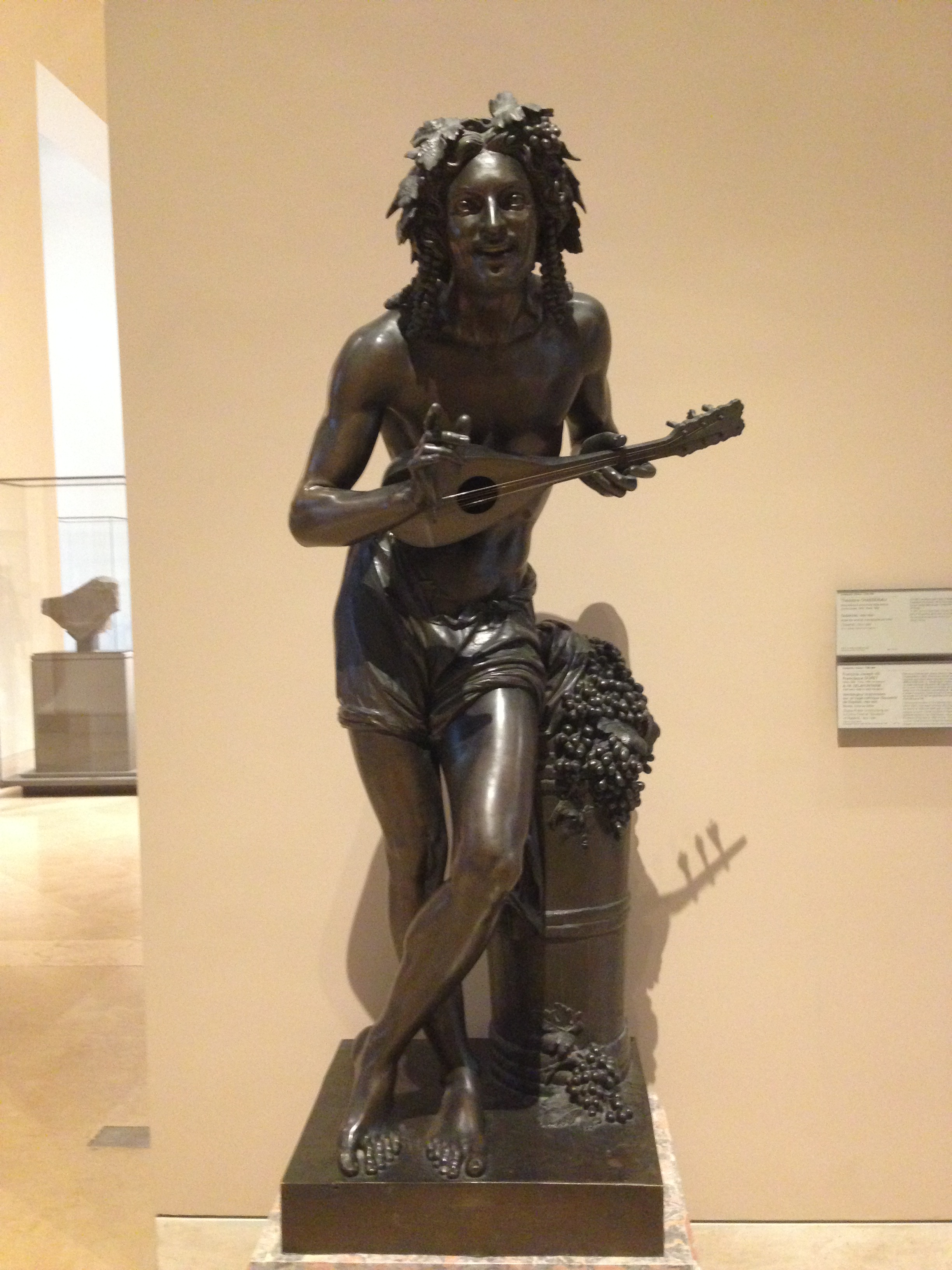
Сборщик винограда импровизирует на комическую тему. 1839. Бронза. Лувр
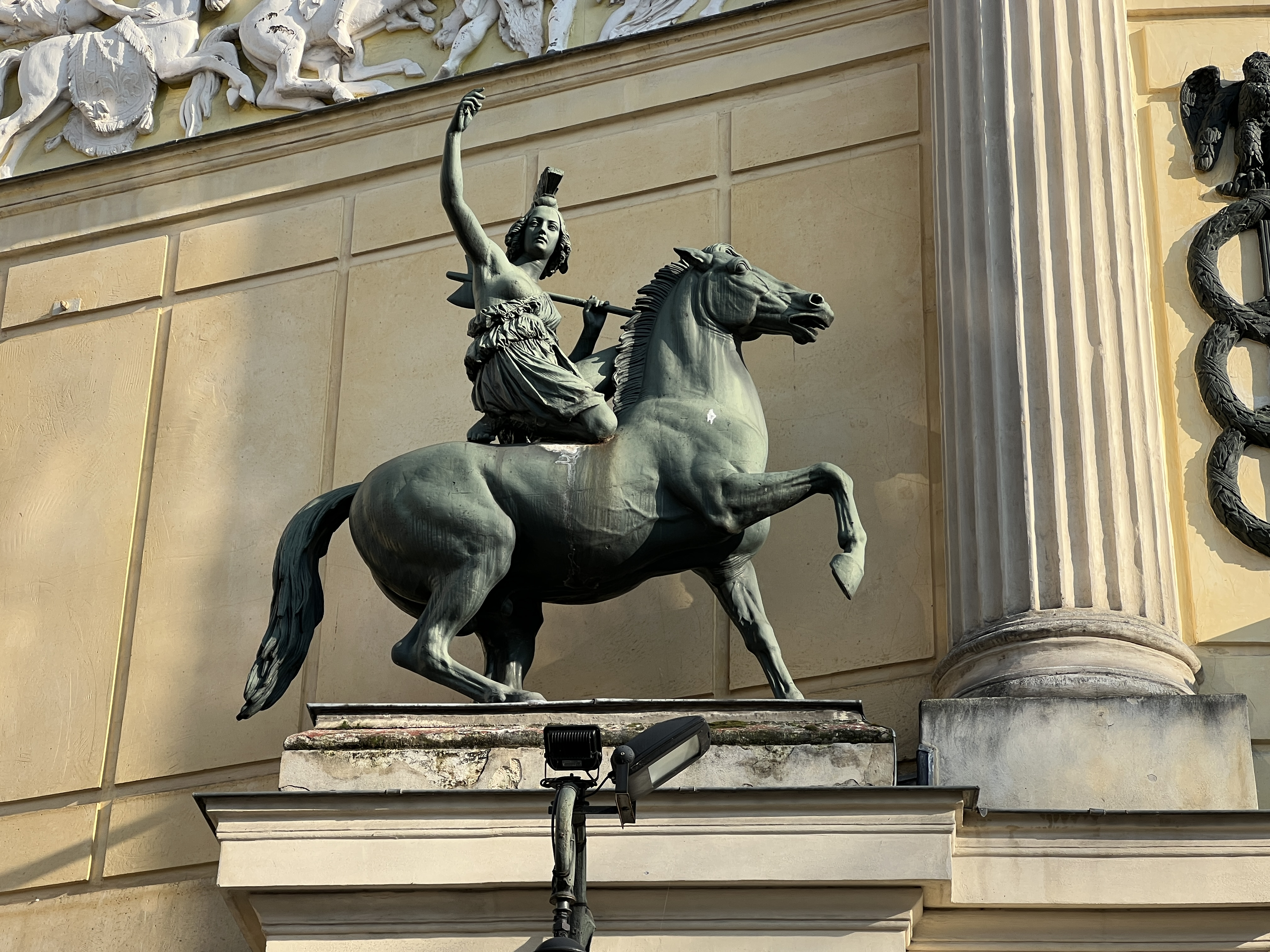
Конная статуя (слева от входа) в Зимний цирк. 1852. Париж
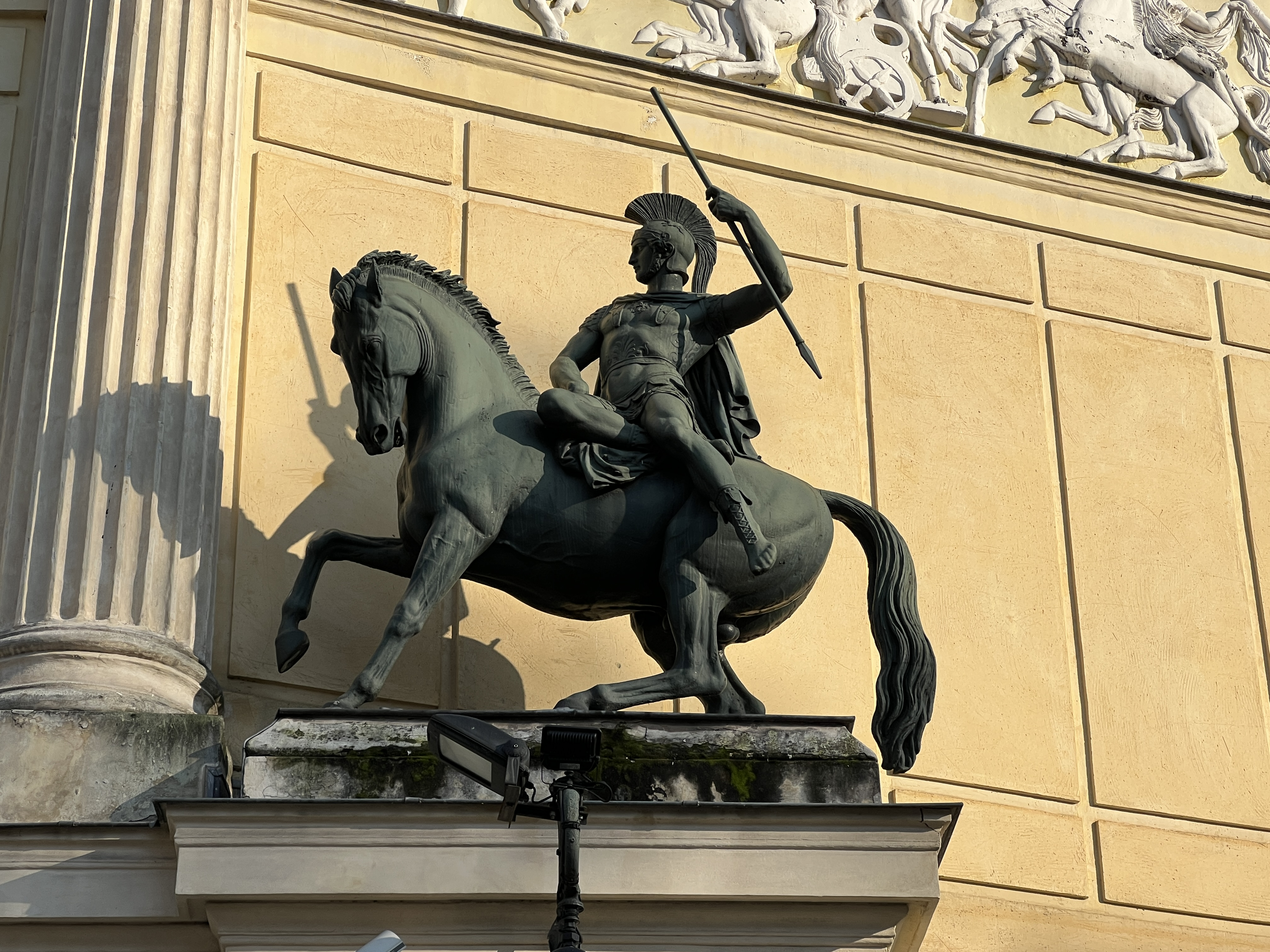
Конная статуя (справа) в Зимний цирк. 1852. Париж
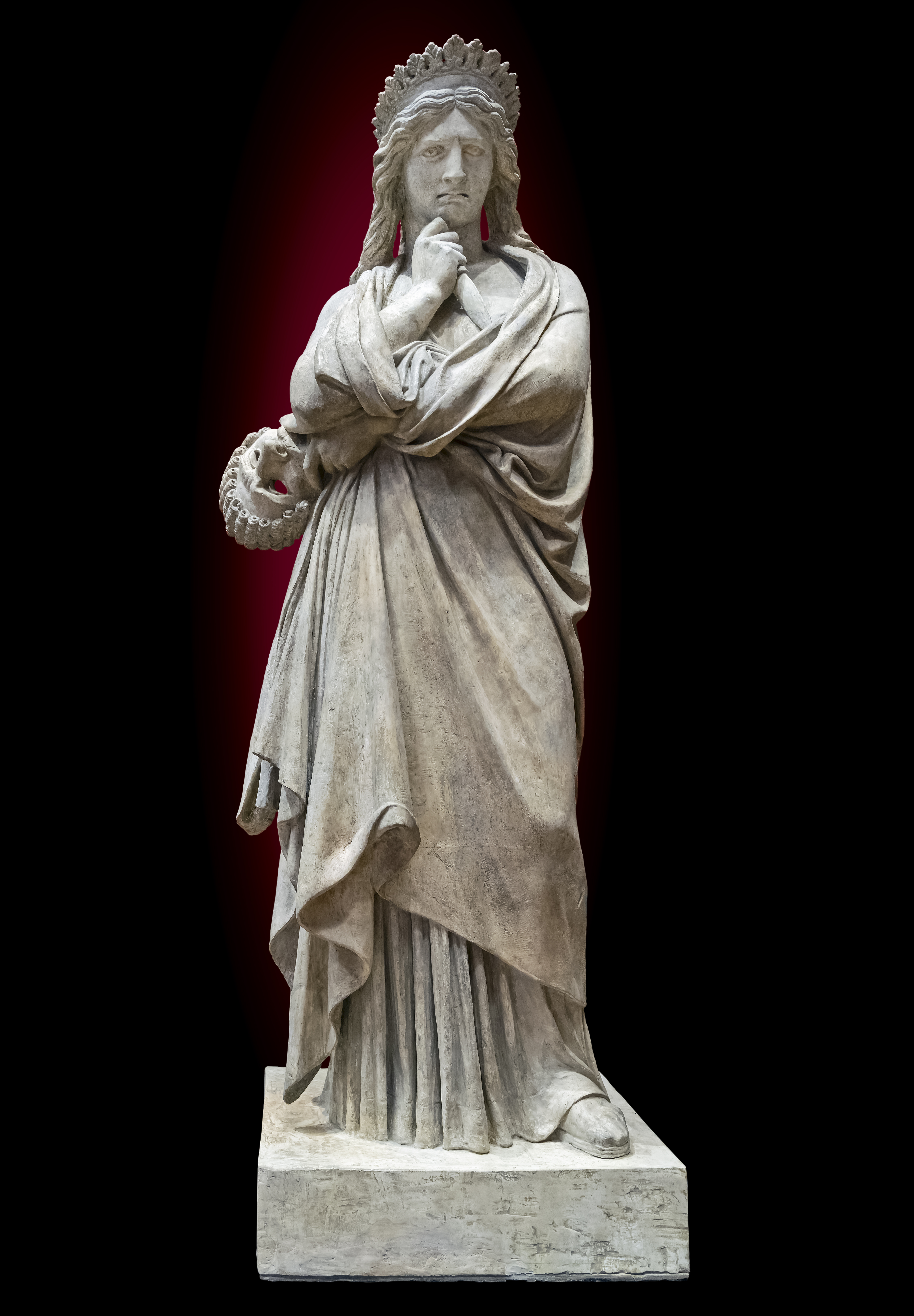
Трагедия. 1851. Камень. Музей августинцев, Тулуза
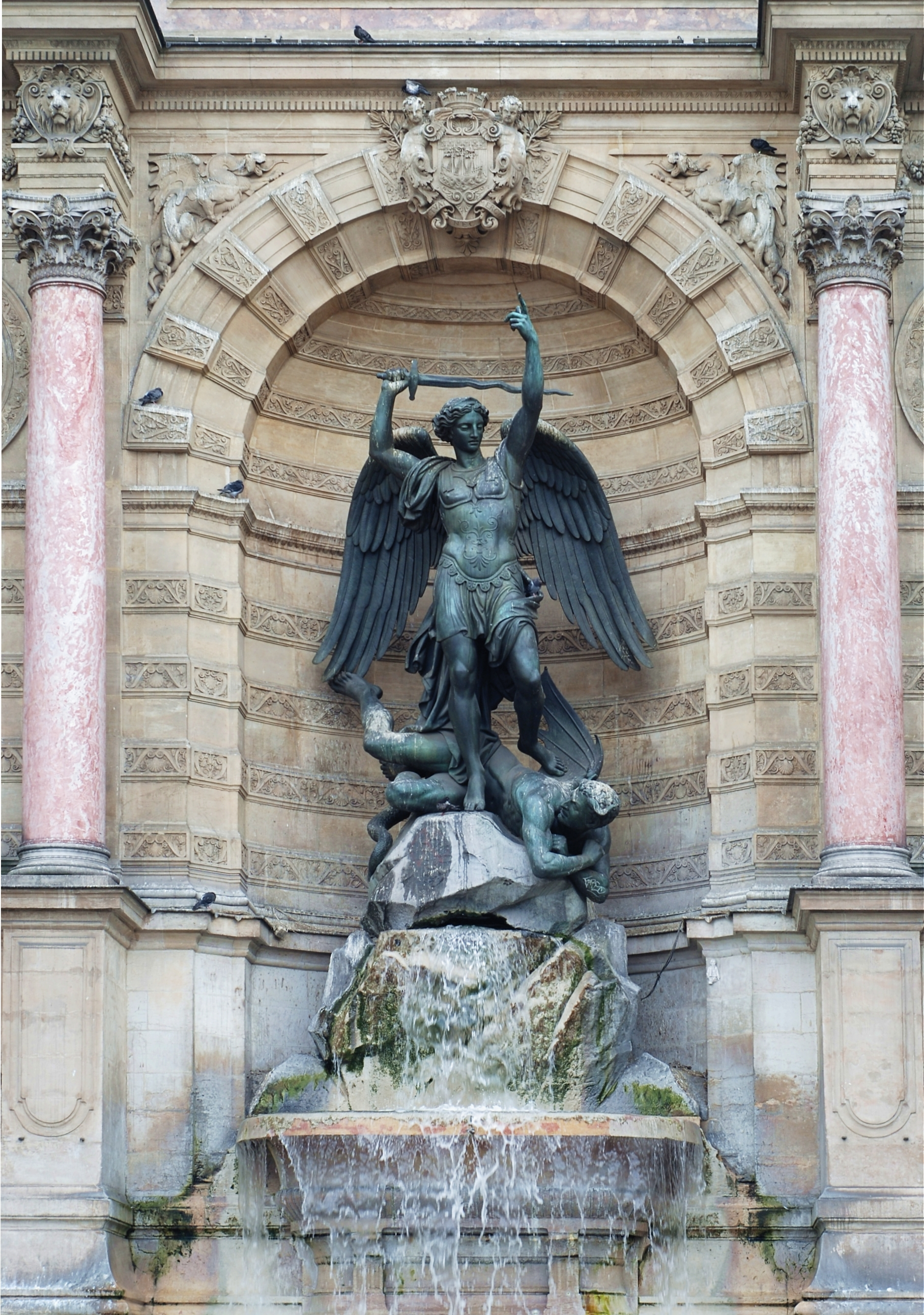
Фонтан Сен-Мишель (Святого Михаила). Деталь. 1860. Париж
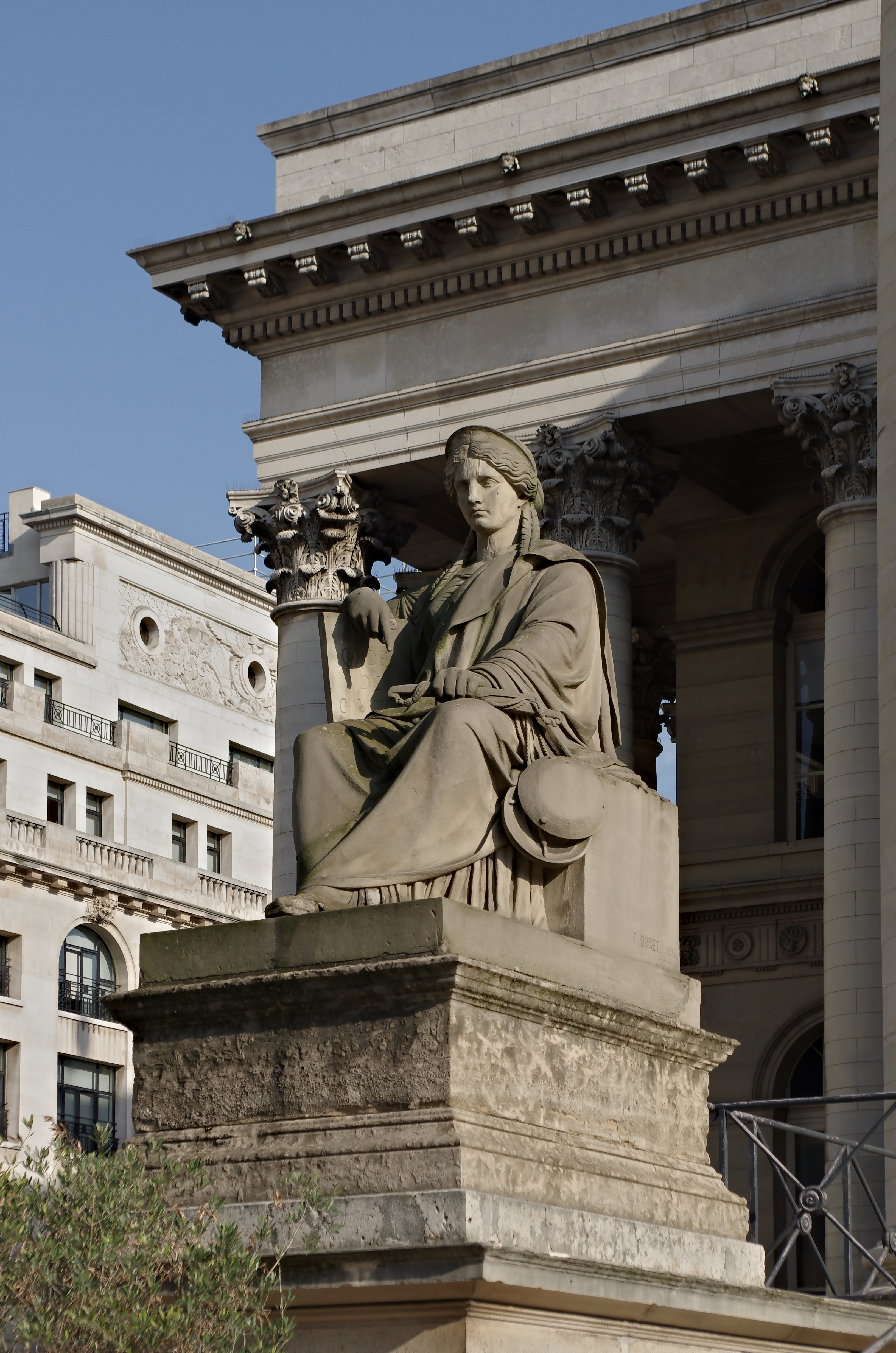
Скульптура «Юстиция». 1851. Дворец Броньяр (Биржа). Париж